# Paul Friedlaender (chimiste)
Pour les articles homonymes, voir Friedlaender.
Paul Friedlaender (également orthographié « Friedländer », 29 août 1857, Königsberg – 4 septembre 1923, Darmstadt) est un chimiste allemand. Il est principalement connu pour ses travaux sur les dérivés de l'indigo et l'isolation du pourpre de Tyr de Murex brandaris. 

## Biographie
Il est le fils de Ludwig Friedlaender, professeur de philologie classique et historien de la culture. Paul Friedlaender était destiné lui aussi à devenir historien, mais par l'entremise de Carl Graebe, un ami de la famille, il commence après le gymnasium des études de chimie à l'université de Königsberg, au laboratoire de Graebe, puis à l'université de Strasbourg et enfin à l'université de Munich où il deviendra l'assistant d'Adolf von Baeyer en 1878. C'est également là-bas qu'il fera la connaissance d'Emil Fischer.
À partir de 1879, il travaille sous la direction de Baeyer sur l'identification de la structure et la synthèse de l'indigo, ce qui deviendra l'œuvre principale de sa vie. Il obtient son doctorat, puis son habilitation en 1883 avec une thèse intitulée Über die inneren Anhydride der o-Amino-zimtsäure und o-Amino-hydrozimtsäure (« Sur les anhydrides internes de l'acide o-aminocinnamique et de l'acide o-aminohydrocinnamique »). Un collaborateur important de Friedlaender a cette époque est le doctorant Arthur von Weinberg.
En 1882, il découvre la synthèse de quinoléine de Friedlaender, méthode de synthèse de quinoléines à partir du 2-aminobenzaldéhyde et d'un composé carbonylé à laquelle il donne don nom.
En 1884, il quitte le laboratoire Baeyer à Munich pour devenir chef du laboratoire scientifique d'une petite usine de colorants d'aniline, Teerfarbenwerk Oehler (de), à Offenbach. C'est à cette époque qu'il commence la rédaction de son ouvrage Die Fortschritte der Teerfarbenfabrikation und verwandter Industriezweige (« Les progrès de la production de colorants d'aniline et des industries connexes »). En 1888, il devient professeur à l'université de Karlsruhe, où il travaille sur la chimie du naphtalène.

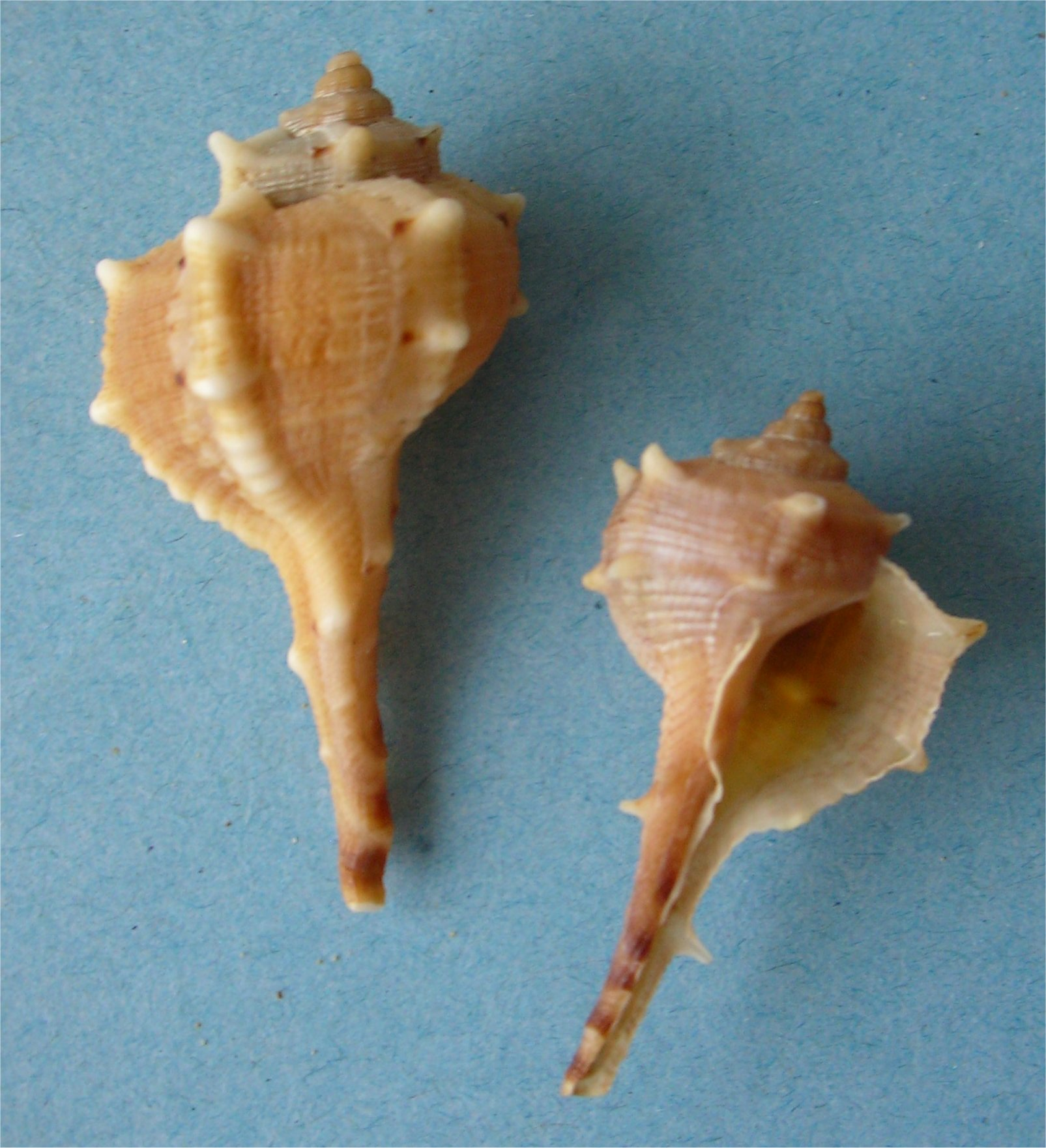
Coquille de Murex brandaris, un mollusque, dont on extrait le pourpre de Tyr.

Bien qu'il souhaite rester en Allemagne, Friedlaender accepte un poste au Technologisches Gewerbemuseum (de) de Vienne en 1895, où il se consacre à nouveau à la chimie de l'indigo. En 1904, ses travaux sur la structure des colorants soufrés le mènent à la découverte du thioindigo et à sa méthode de synthèse. Friedlaender recevra le prix Lieben en 1908 pour cette découverte.
En 1908, il se lance dans la synthèse de toutes les nuances (sauf le jaune) des composés indigos substitués (indigoïdes), menant à nombreux brevets et applications industrielles. En 1909, il parvient également à isoler et analyser le colorant naturel du pourpre de Tyr ; pour cela, il met la main sur 12 000 Murex brandaris en provenance de biologistes travaillant en mer Méditerranée. Dans un procédé complexe, il parvient à isoler 1,4 g de pourpre de Tyr pur. Contrairement à ses attentes, le composé n'était pas un dérivé sulfuré de l'indigo, mais un dérivé bromé, le 6,6′-dibromoindigo, qui avait déjà été synthétisé en 1903,.
In 1911, Friedlaender abandonne sa position à Vienne et s'installe à Darmstadt comme consultant pour l'université de technologie de Darmstadt et des grandes industries de colorants avoisinantes telles que Chemische Fabrik Kalle, Hoechst et Cassella. Il est particulièrement proche de cette dernière du fait de son amitié avec Arthur von Weinberg. La même année, Friedlaender est le premier récipiendaire de la Pièce commémorative Adolf von Baeyer (de).
À partir de 1916, en pleine Première Guerre mondiale, Friedlaender va travailler à l'Institut Kaiser-Wilhem de physico-chimie et d'électrochimie (KWG) à Berlin, notamment avec Fritz Haber. Il y reste jusqu'en 1920, puis retourne à Darmstadt. Les mauvaise conditions de vie d'après-guerre affectent sa santé ; après un voyage d'été de Darmstadt à Biebrich, il tombe malade et doit être hospitalisé. Sa santé se détériore graduellement, et il meurt le 4 septembre 1923 à Darmstadt,.

## Vie personnelle
Lors d'une visite à ses parents à Königsberg, il se fiance et épouse Martha Kobligk ; ils auront trois filles. 

## Travaux
Si Friedlaender a travaillé sur de nombreux sujets en chimie organique, la partie la plus conséquente de son travail a été consacré à l'étude de l'indigo et de ses analogues.

Molécule d'indigo  (indigotine)
Thioindigo, découvert en 1903 par Friedlaender
6,6′-Dibromoindigo, composant responsable de la couleur du pourpre de Tyr

Il laisse également son nom à la réaction entre le 2-aminobenzaldéhyde et les composés carbonylés formant des  quinoléines qu'il découvre en 1882, connue aujourd'hui sous le nom de synthèse de quinoléine de Friedlaender,.

Équation-bilan de la synthèse de quinoléine Friedlaender

### Die Fortschritte der Teerfarbenfabrikation und verwandter Industriezweig
Paul Friedlaender est également le créateur de l'encyclopédie Die Fortschritte der Teerfarbenfabrikation und verwandter Industriezweige (« Les progrès de la production de colorants d'aniline et des industries connexes »), afin de recenser les divers progrès du secteur depuis la fondation de l'Office impérial des brevets à Berlin en 1877. En 1941, cette encyclopédie comprenait 25 volumes donnant un précieux aperçu comparatif de tous les brevets allemands sur les produits chimiques.